# 林根基
林根基（1966年7月1日—）是一位台灣職業高爾夫球員，主要活躍於亞洲高爾夫巡迴賽（Asian Tour）與日本高爾夫巡迴賽（Japan Golf Tour）。林根基生涯5次獲得亞洲高爾夫球巡迴賽冠軍與3次日本高爾夫巡迴賽冠軍，並在2001年進入世界前100名。

## 外部連結
- Profile on the Asian Tour's official site （页面存档备份，存于）
- Profile on the Japan Golf Tour's official site （页面存档备份，存于）